# Ferrol
Ferrol – miasto portowe w północno-zachodniej Hiszpanii w prowincji A Coruña we wspólnocie autonomicznej Galicja, nad zatoką Ferrol, na północny wschód od miasta La Coruña. Miejsce urodzenia generała Francisca Franco (stąd od 1938 do 1982 roku oficjalna nazwa Ferrol del Caudillo). W miejscowości znajduje się kampus uczelni wyższej Universidade da Coruña.

## Historia
- pierwsze wzmianki w pismach Titusa Pomponiusza Melo z I wieku
- 1588 – część hiszpańskiej Wielkiej Armady schroniła się w zatoce Ferrol w pobliżu miasta
- 1594 – flota angielska zajęła port i miasto
- 1726 – Filip V Hiszpański zlecił zbudowanie stoczni (Astilleros del Norte de España) w Ferrol

## Zabytki i miejsca warte zobaczenia
- Konkatedra San Xulián – wybudowana w XVIII wieku, zaprojektowana przez Juliana Sancheza Borta. Wyróżnia się elementami wykonanymi w stylu manierystycznym
- Zamek San Felipe – twierdza zbudowana w XVIII wieku w celu ochrony portu
- Exponav– muzeum budowy okrętów oraz przemysłu stoczniowego

## Transport
W Ferrol znajduje się stacja kolejowa, na której kończą się dwie linie.
- Betanzos Infiesta_–_Ferrol
- Ferrol – Gijón (linia wąskotorowa)

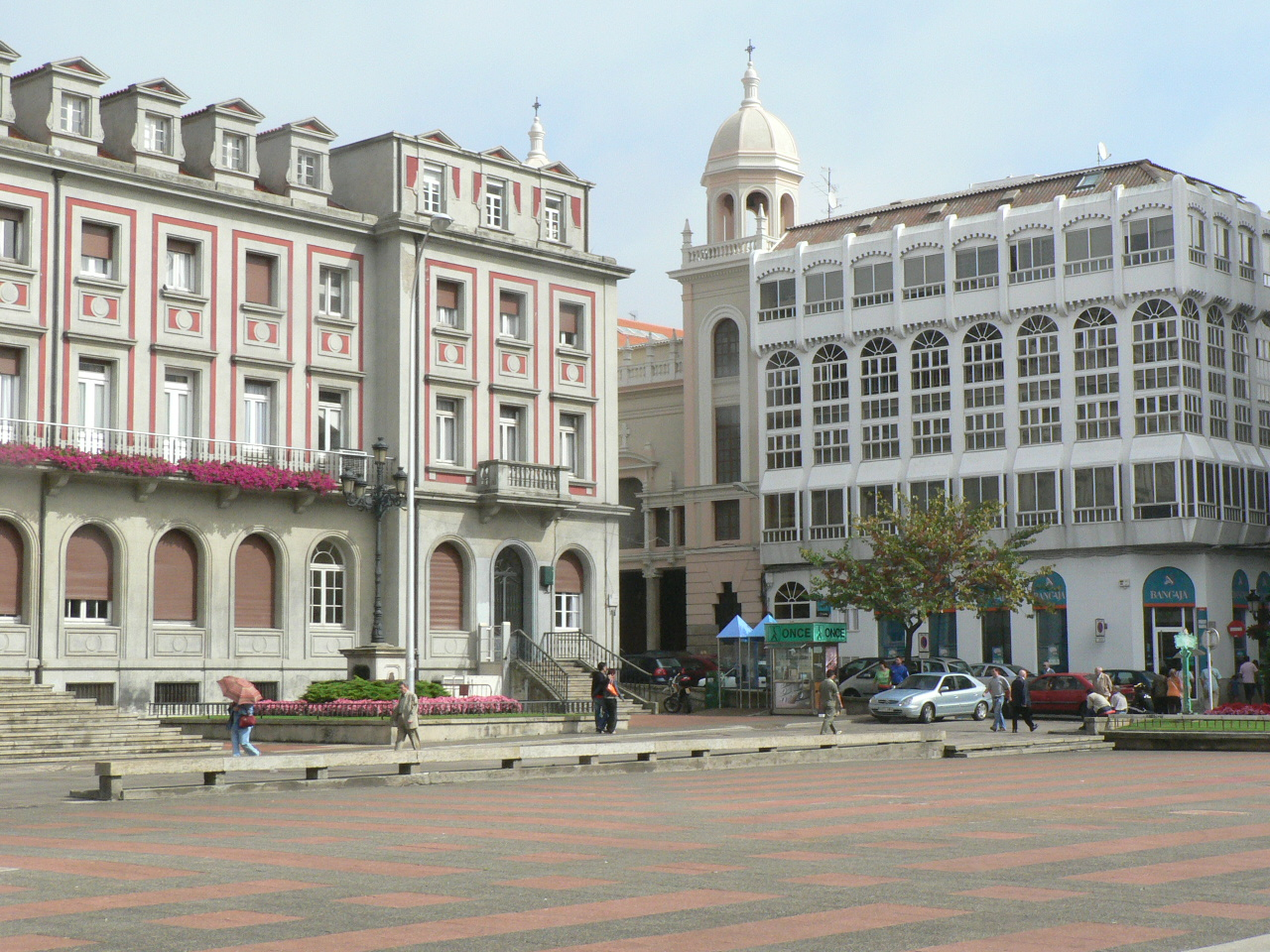
Rynek miasta

## Miasta partnerskie
- Águeda